# تپه سعیدآباد ۳
تپه سعید آباد ۳ در شهرستان بوئین‌زهرا، بخش آوج، روستای سعید آباد واقع شده و این اثر در تاریخ ۱۱ شهریور ۱۳۸۲ با شمارهٔ ثبت ۹۷۷۱ به‌عنوان یکی از آثار ملی ایران به ثبت رسیده است.